# أمارا تراوري
أمارا تراوري (بالفرنسية: Amara Traoré)‏ (مواليد 25 سبتمبر 1965) هو لاعب كرة قدم. يلعب مع منتخب السنغال لكرة القدم. سبق له أن لعب في كأس العالم لكرة القدم مع منتخب بلاده.

## روابط خارجية
- أمارا تراوري على موقع الاتحاد الدولي (مؤرشف)  (الإنجليزية)
- أمارا تراوري على موقع رابطة كرة القدم الفرنسية للمحترفين (الإنجليزية)
- أمارا تراوري على موقع قاعدة بيانات كرة القدم.إي يو (الإنجليزية)
- أمارا تراوري على موقع ناشيونال فوتبول تيمز (الإنجليزية)
- أمارا تراوري على موقع عالم كرة القدم.نت (الإنجليزية)